# Curt Mattson
Curt Gustav Mauritz Mattson, född 30 oktober 1900 i Mariehamn, död 15 juli 1965 i Kyrkslätt, var en finländsk företagsledare och seglare. 
Mattson flyttade 1915 till Helsingfors och var 1926–1935 direktör och styrelsesuppleant i Maskin & Bro Ab samt 1936–1957 skeppsredare. Han inskrevs 1922 i Nyländska Jaktklubben, som han representerade vid segligen om Sinebrychoffpokalen 1928 med sin 8mR yacht "Isabel", tog hem pokalen 1930 med "Maribell"; bägge åttorna var ritade av Gustaf Estlander. Mattson tävlade från 1933 i 6mR-klassen och lät 1936 bygga 6mR-yachten L-37 "Lyn", som detta år tog en 7:e placering för Finland vid OS i Kiel, med Yngve Pacius vid rodret och Mattson i besättningen. Han seglade 1937 med "Lyn" från London över Engelska kanalen till Torquay och lät 1939 bygga 8mR-yachten "Katrina" för det OS i Finland som inställdes. Han seglade 1952–1957 5,5 metersjakterna "Saidu" och "Marilyn". Ännu de sista dagarna i livet fick han styra sin "Katrina" längs skärgårdens farleder. 